# Calymmaria sequoia
Calymmaria sequoia är en spindelart som beskrevs av Ernst Heiss och Draney 2004. Calymmaria sequoia ingår i släktet Calymmaria och familjen panflöjtsspindlar. Inga underarter finns listade.